# Élection présidentielle bissau-guinéenne de 2025
L'élection présidentielle bissau-guinéenne de 2025 est prévue le 23 novembre 2025 en Guinée-Bissau afin d'élire le président de la république pour un mandat de cinq ans.

## Contexte

### Élection présidentielle de 2019

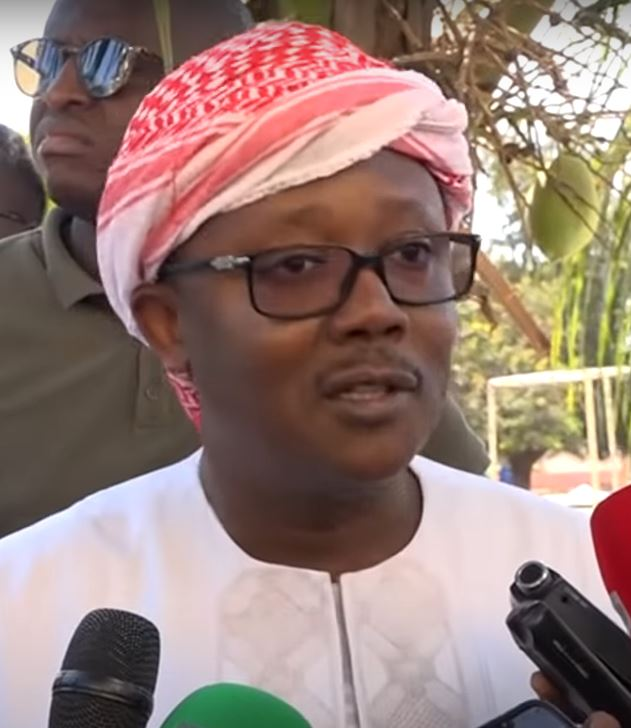
Umaro Sissoco Embaló.

Umaro Sissoco Embaló est candidat à l'élection présidentielle de 2019. Il arrive deuxième du premier tour, derrière Domingos Simões Pereira, le dirigeant du parti longtemps au pouvoir à partir de l'indépendance, le Parti africain pour l'indépendance de la Guinée et du Cap-Vert (PAIGC). Il réussit à rallier plusieurs prétendants à lui pour le second tour, notamment le président sortant José Mário Vaz, l'ancien Premier ministre Carlos Gomes Júnior et Nuno Gomes Nabiam. Embaló l'emporte.
Le 21 janvier, il est procédé par la CNE à une vérification des procès-verbaux du second tour des sessions des commissions régionales électorales  sur demande de la Communauté économique des États de l'Afrique de l'Ouest (Cédéao), afin de tenter de sortir le pays de l'impasse politique. À l'issue de cette opération, la commission nationale électorale donne de nouveau Umaro Sissoco Embaló vainqueur du scrutin le 4 février. Le 16 février, la Cour suprême rejette la demande du PAIGC d'annuler la nouvelle décision de la CNE du 4 février qui confirmait ses précédentes proclamations, quant aux résultats du second tour. La CNE établit le 25 février un nouveau procès-verbal, cette fois exhaustif, et donnant toujours avec les mêmes résultats Embaló gagnant.

### Crise politique
Aristides Gomes est limogé de son poste de Premier ministre au lendemain de l'investiture d'Umaro Sissoco Embaló. Le 29 février, Embaló nomme comme Premier ministre Nuno Gomes Nabiam. Le nouveau président justifie cette décision par l'impossible cohabitation entre les deux hommes. En réaction, l'Assemblée nationale a investi son président Cipriano Cassamá comme président par intérim, alors qu'Embaló réside au palais présidentiel. Le 26 juin, cinq députés du PAIGC rejoignent la coalition au pouvoir, et le gouvernement obtient la confiance du Parlement le 1er juillet.
Des hommes armés ont encerclé le palais du gouvernement le 1er février 2022, où le président Umaro Sissoco Embaló et le Premier ministre Nuno Gomes Nabiam se seraient rendus pour assister à une réunion du cabinet. Le 16 mai 2022, le président Umaro Sissoco Embaló annonce la dissolution de l'Assemblée nationale populaire, annonce des élections anticipées pour le 18 décembre 2022 et reconduit Nuno Gomes Nabiam,.
Les élections législatives bissau-guinéennes de 2023 sont remportées par la coalition de la Plateforme de l'alliance inclusive-Terra Ranka (PAI-Terra Ranka) menée par le PAIGC qui arrive en tête et décroche la majorité absolue des sièges. Le Mouvement pour l'alternance démocratique G-15 (Madem G15) du président Umaro Sissoco Embaló arrive loin derrière en deuxième position. Le Madem G15 aurait souffert des luttes internes au parti ainsi que de l'incapacité du président à résoudre la chute des prix dans le secteur de la noix de cajou, dont la population tire une large part de ses revenus,. Le 28 juillet, Domingos Simões Pereira est élu président de l'Assemblée nationale populaire. Geraldo Martins est nommé Premier ministre le 7 août.
Dans la nuit du 30 novembre au 1er décembre 2023, de nombreux troubles éclatent entre l'armée et des forces de sécurité qui font deux morts, troubles qualifiés de « tentative de coup d'État » par le président Embaló après son retour de la COP28 le 2 décembre 2023. En réponse, celui-ci dissout le parlement le 4 décembre 2023. Le 12 décembre 2023, Umaro Sissoco Embalo reconduit Geraldo Martins au poste de Premier ministre, puis le congédie et le remplace une semaine plus tard, le 20 décembre, par Rui Duarte de Barros.
Le 11 septembre 2024, à la sortie du conseil des ministres, Embaló affirme qu'il ne ce présenterait pas à la prochaine élection présidentielle  après avis de sa femme Dinisia Reis Embaló,. Il annonce le lendemain envisager de revenir sur sa décision.
Alors que l'opposition et le président sortant divergent sur la date de la fin du mandat présidentiel, les premiers la situent au 27 février, cinq ans après sa prestation de serment, et le second au 3 septembre, date de la confirmation de son élection par la Cour suprême, celle-ci déclare que le mandat présidentiel s'achèvera à la deuxième date. Umaro Sissoco Embaló annonce qu'il transférera le pouvoir après l'élection présidentielle. Le 24 février, il fixe la date du scrutin au 30 novembre, puis au 23 novembre le 7 mars.

## Mode de scrutin
Le président de la Guinée-Bissau est élu au scrutin uninominal majoritaire à deux tours pour un mandat de cinq ans renouvelable une seule fois. Si aucun candidat ne recueille la majorité absolue des suffrages exprimés au premier tour, un second est organisé entre les deux candidats arrivés en tête, et celui recueillant le plus de suffrages est déclaré élu.